# Dialogue entre l'Église catholique et l'Église apostolique assyrienne de l'Orient
Un dialogue interconfessionnel entre l'Église catholique et l'Église apostolique assyrienne de l'Orient existe officiellement depuis les années 1960 en vue d'améliorer leurs relations et de résoudre les différends doctrinaux.
Ce dialogue est mené en particulier au niveau de la Commission mixte internationale pour le dialogue théologique entre l'Église catholique et l'Église apostolique assyrienne de l'Orient depuis 1995.
Ce dialogue porte à la fois sur la mariologie et la christologie ; il s'agit d'un côté de l'identification de la Vierge Marie à la Theotokos et de l'autre du rapport entre l'humanité et la divinité du Christ tel que défini dans le symbole de Chalcédoine.
Le dialogue aboutit en 1994 à la signature d'une déclaration christologique commune.

## Historique
- 1964 Deux observateurs apostoliques assyriens (citoyens américains) assistent à la troisième session du concile Vatican II.
- 1984 Visite officielle du patriarche Mar Dinkha IV au Vatican. Rencontre avec le pape Jean-Paul II.
- 11 novembre 1994 Signature au Vatican d'une « Déclaration christologique commune » par le pape Jean-Paul II et le patriarche Mar Dinkha IV.
- 29 novembre 1996, le Patriarche Mar Raphaël Bidawid et le Patriarche Mar Dinkha IV signent une liste de propositions communes dans le but de parvenir au rétablissement de la pleine unité ecclésiale entre les deux héritières historiques de l'antique Église de l'Orient.
- 15 août 1997, les Synodes des deux Églises approuvent ce programme et le confirment par un "Décret synodal conjoint".
- 20 juillet 2001, Orientations pour l'admission à l'Eucharistie entre l'Église chaldéenne et l'Église assyrienne d'Orient  (Conseil pontifical pour la promotion de l'unité des chrétiens)

L'Église catholique romaine reconnaît la validité de l'Eucharistie célébrée avec l'anaphore de Addaï et Mari, l'une des trois anaphores traditionnellement en usage dans l'Église assyrienne d'Orient, anaphore qui n'inclut pas le récit évangélique de l'Institution eucharistique.
- 27 juin 2007, Nouvelle visite officielle du patriarche Mar Dinkha IV au Vatican. Rencontre avec le pape Benoît XVI.
- 2 octobre 2014, le pape François reçoit, au Vatican, le patriarche Mar Dinkha IV[1].
- 17 novembre 2016, le pape François reçoit, au Vatican, Mar Gewargis III, catholicos-patriarche de l’Église assyrienne de l’Orient[2].
- 9 novembre 2018, le patriarche Mar Gewargis III rencontre le pape François au Vatican et signe avec lui une déclaration commune[3].

### Réunions de la Commission mixte internationale
- 22-24 novembre 1995, Ire Rencontre à Rome
- 10-12 octobre 1996, IIe Rencontre à Adma au Liban
- 23-28 octobre 1997, IIIe Rencontre à Rome
- 6-9 novembre 1998, IVe Rencontre à Londres
- 12-14 octobre 1999, Ve Rencontre à Venise
- 12-14 octobre 2000, VIe Rencontre à Arezzo en Italie
- 7-11 novembre 2001, VIIe Rencontre à Rome
- 5-9 novembre 2002, VIIIe Rencontre à Rome

## La déclaration christologique commune du 11 novembre 1994
Le pape Jean Paul II et le patriarche Mar Dinkha IV, en signant cette déclaration, ont clos, pour leurs Églises, les différentes controverses liées à la querelle nestorienne.
"Sa Sainteté Jean-Paul II, Évêque de Rome et Pape de l'Église catholique, et Sa Sainteté Mar Dinkha IV, Catholicos-Patriarche de l'Église assyrienne de l'Orient, rendent grâce à Dieu qui leur a inspiré cette nouvelle rencontre fraternelle.
Ils considèrent celle-ci comme une étape fondamentale sur la voie de la pleine communion à restaurer entre leurs deux Églises. En effet, ils peuvent désormais proclamer ensemble devant le monde leur foi commune dans le mystère de l'Incarnation.
Héritiers et gardiens de la foi reçue des Apôtres, telle que nos Pères communs l'ont formulée dans le Symbole de Nicée, nous confessons un seul Seigneur Jésus Christ, le Fils unique de Dieu, né du Père de toute éternité et qui, lorsque les temps furent accomplis, est descendu du ciel et s'est fait homme pour notre salut. Le Verbe de Dieu, deuxième personne de la Sainte-Trinité, s'est incarné par la puissance du Saint-Esprit en assumant de la Sainte Vierge Marie une chair animée d'une âme raisonnable, qu'il s'est unie indissociablement dès l'instant de sa conception.
Notre Seigneur Jésus Christ est donc vrai Dieu et vrai homme, parfait dans sa divinité et parfait dans son humanité, consubstantiel au Père et consubstantiel à nous en tout, hormis le péché. Sa divinité et son humanité sont unies en une personne, sans confusion ni changement, sans division ni séparation. En lui a été préservée la différence des natures de la divinité et de l'humanité, avec toutes leurs propriétés, facultés et opérations. Mais loin de constituer «un autre et un autre», la divinité et l'humanité sont unies dans la personne du même et unique Fils de Dieu et Seigneur Jésus Christ, objet d'une unique adoration.
Le Christ n'est donc pas un «homme ordinaire» que Dieu aurait adopté pour y résider et pour l'inspirer comme chez les justes et les prophètes. Mais le même Verbe de Dieu, engendré par le Père avant tous les siècles, sans commencement selon sa divinité, dans les derniers temps est né d'une mère, sans père, selon son humanité. L'humanité à laquelle la bienheureuse Vierge Marie a donné naissance a été depuis toujours celle du Fils de Dieu lui-même. C'est la raison pour laquelle l'Église assyrienne de l'Orient prie la Vierge Marie en tant que « Mère du Christ notre Dieu et Sauveur ». À la lumière de cette même foi, la tradition catholique s'adresse à la Vierge Marie comme « Mère de Dieu » et également comme « Mère du Christ ». Les uns et les autres nous reconnaissons la légitimité et l'exactitude de ces expressions de la même foi et nous respectons la préférence de chaque Église dans sa vie liturgique et sa piété."